# Фернандес, Дафне
Дафне Фернандес (исп. Dafne Fernández; род. 31 марта 1985, Мадрид, Испания) — испанская актриса и балерина.

## Биография
Дафне родилась 31 марта 1985 года в Мадриде. Начала изучать искусство танца в трехлетнем возрасте. В восемь лет Фернандес начала обучение в «Real Conservatorio Profesional de Danza de Madrid», где изучала балет до восемнадцати лет. Затем Дафне работала в мюзикле «Слава».
Фернандес дебютировала в кинематографе в фильме Херардо Эрреро «Малена — это имя танго». Первым фильмом, где Дафне Фернандес сыграла главную роль, была лента Карлоса Сауры «Птичка».
Дафне много работает на телевидении, а также выступает в театре. Приняла участие в кампании ALS ice bucket challenge.